# Чернігівське Хімволокно
«Черні́гівське Хімволокно́» — одне з провідних хімічних підприємств України.

## Історія
Свою роботу підприємство розпочало у 1959 році, коли були отримані перші метри чернігівської капронової нитки. Початком жовтня 1963 введено в дію другу чергу заводу. На повну проектну потужність (61 тисяча тонн на рік) підприємство вийшло у 1964 році.
За період своєї роботи «Хімволокно» постійно проводило оновлення та реконструкцію устаткування, удосконалювався технологічний процес. Був налагоджений випуск забарвлених ниток текстильного призначення, поліамідних та поліпропіленових монониток, світлостабілізованих, забарвлених ниток технічного призначення та інших.
У сімдесяті-вісімдесяті роки за підприємством міцно закріпилась репутація одного з найпрогресивнішого у СРСР, а його продукція вважалась найякіснішою. Особливої популярності зажили анідні технічні нитки і кордові тканини. Після того, як в 1982 році було розпочато виробництво поліамідних монониток, підприємство зайняло міцні позиції з випуску цієї продукції не лише в СРСР, але і за кордоном.
В квітні 1991 року підприємство через об'єктивні обставини вперше скоротило випуск капронових технічних ниток та кордних тканин. Це були важкі часи для «Чернігівського Хімволокна», але співробітники зуміли зберегти підприємство, хоча для цього довелось законсервувати частину обладнання. Більш того, вдалося зберегти кадри: провідних спеціалістів, досвідчених технологів, робітників.
Етап відродження підприємства почався у березні 2003 року зі співробітництва з великою українською газотрейдовою компанією ЗАТ «Корпорація Енерготрансінвест». Нова система управління, еффективний і жорсткий антикризовий менеджмент, інвестиції в модернізацію виробництва, міцне партнерство з черкаським ВАТ «Азот» (основним постачальником сировини для підприємства) і білоцерківським шинним заводом ЗАТ «Росава» (основним споживачем кордової тканини) — стали головними чинниками успіху.

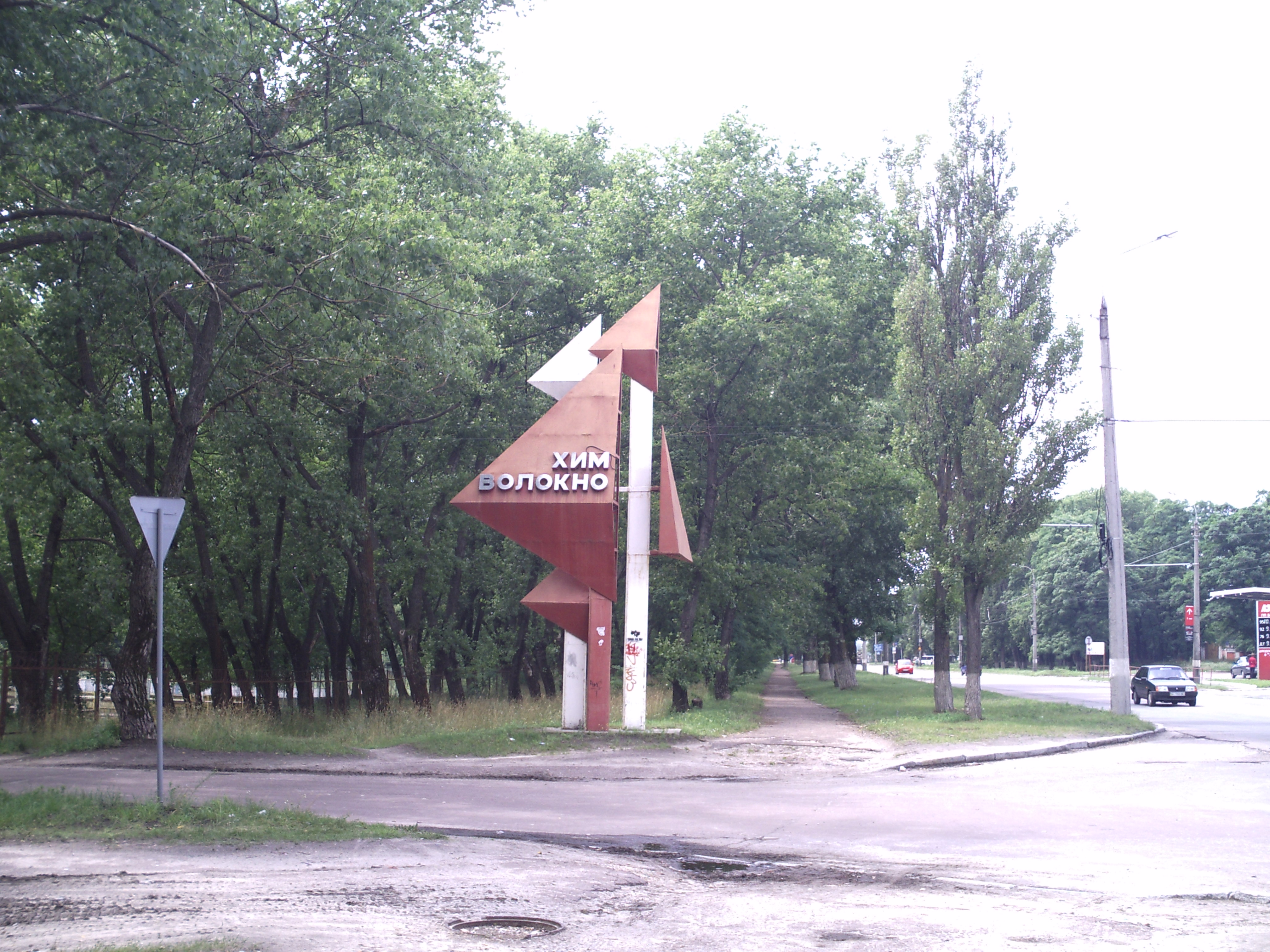
Вказівник на один з в'їздів на підприємство

В той же час на ВАТ «Чернігівське Хімволокно» велася робота з впровадження довгострокової програми технічного переозброєння і освоєння передових технологій, яка дозволила підприємству вийти на новий рівень якості. Першим кроком на шляху до повної модернізації підприємства стало будівництво в 2003 році власного енергетичного комплексу з використанням новітнього устаткування фірми «Стандарт — Кессель» (Німеччина). В результаті підприємство отримало автономне забезпечення теплом і гарячою водою, а також значну економію витрат на електроенергію.
Наступний крок — установка високотехнологічного устаткування для текстурування текстильних ниток, а також машин перемотувань і ткацьких верстатів. У 2006 році на ВАТ «Чернігівське Хімволокно» відбувся пуск виробництва з просочення і термообробки кордових і технічних тканин (каландрового цеху). Каландровий цех оснащений високотехнологічним устаткуванням фірми «BENNINGER ZELL GMBH» (Німеччина) і на сьогоднішній день є найсучаснішим в СНД. Потужність лінії дозволяє переробляти до 60 вагонів на місяць кордових і технічних тканин. Суттєва заміна текстильного обладнання виконувалась також у 2008 році.
З відкриттям каландрового цеху і заміною текстильного устаткування ВАТ «Чернігівське Хімволокно» вийшло на європейський рівень виготовлення кордових тканин, що використовуються в шинній промисловості, і стало найбільшим виробником даної продукції в Україні.
Географія поставок постійно розширювалась, але країни СНД, завжди залишались пріоритетними.
Підприємство постачає технічні нитки до таких міст Росії як Коломна, Ярославль, Вороніж, Дзержинськ, Курськ, Чебоксари, Тюмень. Кордові тканини чернігівське підприємство поставляє найбільшим шинним заводам — ВАТ «Білшина» (Білорусь), в Україні — ЗАТ «Росава», ВАТ «Дніпрошина» і ТОВ «Український завод надвеликогабаритних шин», у Росії — ВАТ «Алтайський шинний комбінат», ЗАТ «Петрошина», ТОВ «Амтел-Черноземмя» і ВАТ "Шинний комплекс «Амтел-Поволжжя».
Чернігівським технічним тканинам віддають перевагу такі підприємства як ТОВ «Ерлайт» (Україна), ВАТ «Лисичанський РТЗ» (Україна), ВАТ «Білорусьгумтехніка» (Білорусь), ЗАТ «Курськгумтехника» (Росія), ВАТ «Уральський завод ГТВ» (Росія) та інші. Мононитки і хімічні волокна постачаються не лише традиційним споживачам в країнах СНД, але і до країн далекого зарубіжжя.
У 2011 році, як і багато інших підприємств, «Чернігівське Хімволокно» переживає скрутні часи. Але вкладені ресурси та ті досягнення, які вже здобуті, дають обґрунтовану надію на початок нового прогресивного етапу життя.